# Mehrab Shahrokhi
Mehrab Shahrokhi (persa: محراب شاهرخی 2 de febrer de 1944 – 1 de febrer de 1993) fou un futbolista iranià. Era un afroiranià de la província de Khuzestan. Era anomenat El Bombarder Negre (persa: : بمب افکن سیاه) a causa del seu estil de joc i pell fosca i les seves puntades de peu fortes.

## Primers anys
En la seva adolescència, Shahrokhi era membre del club de natació d'Ahwaz, juntament amb Nazim Ganjapour i Akbar Eftekhari. Tots tres companys de classe van unir-se als grans clubs de la capital des dels 5 anys, i tots ells van arribar a l'equip nacional.

## Carrera professional
Shahrokhi va començar la seva carrera de futbol en el seu lloc natal, Ahwaz, jugant en el Shenaye Ahvaz Club. L'any 1963 es va traslladar a Teheran i va començar a jugar en el per Shahin F.C.. Shahrokhi va deixar el club per anar al Daraei F.C. l'any 1966, després de tenir problemes amb la direcció del club. El seu període a Darei fou de curta durada, traslladant-se primer al Paykan F.C. i després al Persepolis F.C.. Allà va guanyar els campionats iranians de futbol de 1972 i 1974.
Va continuar jugant amb el amb Persepolis fins al 1974 i es va retirar del futbol l'any 1975.

## Carrera internacional
Mentre jugava a Ahwaz, l'any 1963 Shahrokhi fou convidat a unir-se a l'equip de futbol nacional iranià. La intenció era que participés en els Sigui per participar en el torneig de futbol dels Jocs Olímpics d'Estiu de 1964, però finalment no hi va assistir després de boicotejar l'equip juntament amb altres jugadors del Shahin. Van rebutjar acompanyar l'equip nacional perquè el director de l'equip nacional (un aficionat del rival de Shahin, Daraei F.C.) va decidir no convocar diversos jugadors del Shahin a l'equip en favor de jugadors del Daraei. Alguns jugadors, inclosos Shahrokhi, van ser sancionats amb la prohibició de qualsevol implicació dins el futbol durant un any.
L'any 1968 va guanyar amb l'equip nacional el seu primer títol important, la Copa d'Àsia, amb l'Iran.

## Retirada
L'any 1976, Shahrokhi va debutar en el món del cinema iranià, actuant en una pel·lícula anomenada Alafhaye Harz. Tanmateix, l'actuació no era la seva passió, i es va convertir en entrenador de diversos equips després de la seva retirada com a jugador, però no va ser capaç d'aconseguir resultats impressionants, ja que la Revolució iraniana i la Guerra Iraq-Iran van fer minvar la presència del futbol a la societat de l'Iran de la dècada del 1980.